# Crixás do Tocantins
Crixás do Tocantins est une municipalité brésilienne située dans l'État du Tocantins.